# Connor Metcalfe
Connor Metcalfe (Newcastle, 1999. november 5. –) ausztrál válogatott labdarúgó, a német St. Pauli középpályása.

## Pályafutása

### Klubcsapatokban
Metcalfe az ausztráliai Newcastle városában született. Az ifjúsági pályafutását a Melbourne City akadémiájánál kezdte.
2017-ben mutatkozott be a Melbourne City első osztályban szereplő felnőtt keretében. 2022. július 1-jén hároméves szerződést kötött a német másodosztályban érdekelt St. Pauli együttesével. Először a 2022. július 23-ai, Hannover 96 ellen 2–2-es döntetlennel zárult mérkőzés 81. percében, Marcel Hartel cseréjeként lépett pályára. Első gólját 2022. szeptember 3-án, a Greuther Fürth ellen idegenben 2–2-es döntetlennel végződő találkozón szerezte meg.

### A válogatottban
Metcalfe az U23-as korosztályú válogatottban képviselte Ausztráliát. Tagja volt a 2020-as tokiói olimpiára küldött nemzeti keretnek is.
2021-ben debütált a felnőtt válogatottban. Először a 2021. június 7-ei, Tajvan ellen 5–1-re megnyert mérkőzés 64. percében, Kenny Dougallt váltva lépett pályára.

## Statisztikák
2023. május 28. szerint
| Klub           | Szezon   | Osztály       | Bajnokság | Bajnokság | Kupa  | Kupa | Nemzetközi | Nemzetközi | Összesen | Összesen |
| Klub           | Szezon   | Osztály       | Meccs     | Gól       | Meccs | Gól  | Meccs      | Gól        | Meccs    | Gól      |
| -------------- | -------- | ------------- | --------- | --------- | ----- | ---- | ---------- | ---------- | -------- | -------- |
| Melbourne City | 2017–18  | A-League      | 1         | 0         | 0     | 0    | —          | —          | 1        | 0        |
| Melbourne City | 2018–19  | A-League      | 5         | 0         | 0     | 0    | —          | —          | 5        | 0        |
| Melbourne City | 2019–20  | A-League      | 18        | 2         | 5     | 1    | —          | —          | 23       | 6        |
| Melbourne City | 2020–21  | A-League      | 24        | 5         | 0     | 0    | —          | —          | 24       | 5        |
| Melbourne City | 2021–22  | A-League      | 25        | 2         | 2     | 1    | 4          | 0          | 31       | 3        |
| Melbourne City | Összesen | Összesen      | 73        | 9         | 7     | 1    | 4          | 0          | 84       | 10       |
| St. Pauli      | 2022–23  | 2. Bundesliga | 30        | 3         | 1     | 0    | —          | —          | 31       | 3        |
| Összesen       | Összesen | Összesen      | 103       | 12        | 8     | 1    | 4          | 0          | 115      | 13       |

### A válogatottban
| Válogatott | Év       | Pályára lépés | Gól |
| ---------- | -------- | ------------- | --- |
| Ausztrália | 2021     | 2             | 0   |
| Ausztrália | 2022     | 3             | 0   |
| Ausztrália | 2023     | 3             | 0   |
| Összesen   | Összesen | 8             | 0   |

## Sikerei, díjai
Melbourne City
- A-League
  - Bajnok (1): 2020–21

- Ausztrál Kupa
  - Döntős (1): 2019